# Gloria Ehret
Gloria Ehret, född 23 augusti 1941 i Allentown i Pennsylvania, är en amerikansk golfspelare.
Efter en framgångsrik amatörkarriär blev Ehret femma i majortävlingen LPGA Championship 1965. Året efter vann hon tävlingen och blev samma år utsedd till den mest utvecklade spelaren på LPGA-touren. Efter några mediokra år vann hon nästa tävling 1973 i Birmingham Classic och placerade sig bland de tio bästa i minst en tävling per år fram till 1979 då hon spelade sin sista LPGA-tävling. Under sin karriär kom hon tvåa i tolv LPGA-tävlingar av vilka hon förlorade fyra efter särspel.
Hennes bästa år var 1978 då hon slutade på 22:a plats i penningligan. Ehret spelar numera på Womens Senior Golf Tour (WSGT) där hon 2005 inte har vunnit någon tävling.

## Meriter

### Majorsegrar
- 1966 LPGA Championship

### LPGA-segrar
- 1973 Birmingham Classic

### Övriga segrar
- 1963 Tri-State Amateur Championship
- 1964 Tri-State Amateur Championship, International Four-Ball, Connecticut State Amateur championship